# Gopło-tó
A Gopło-tó Lengyelországban, Inowrocław közelében található. A tavon keresztül folyik a Noteć nevű folyó, és északi partján fekszik Kruszwica. A tavat a Ślesiński-csatorna a Wartával, míg a Noteć a Visztulával és az Oderával kapcsolja össze.